# 市原武法
市原 武法（いちはら たけのり、1974年 - ）は、日本の漫画雑誌編集者。第2代『ゲッサン』編集長、第20代『週刊少年サンデー』編集長を務めた。

## 略歴
東京都渋谷区生まれ足立区育ち、成蹊大学経済学部卒業。
就職活動時、外食産業へ就職して自分の外食チェーンを作ることを夢見ていたが、週刊少年サンデーとあだち充の「タッチ」が好きだったことから記念受験のつもりで小学館の試験を受ける。そして倍率が高い中、合格してしまい、悩みに悩んだ結果、「外食の世界は遠回りしてからでもチャレンジできる」「もう1回受けても入れないだろう。せっかくだから1年間だけ勤めてみて、向いていなければ辞めてしまえばいい」という気持ちで1997年、小学館に入社する。その後、あだち充、西森博之、満田拓也、田辺イエロウ、モリタイシなどを担当した。
「週刊少年サンデー」編集部に配属されるも、編集者の仕事がどういうものか、まったく知らずに業界に入ってきてしまったため、小学館の倉庫にいき、創刊号から目を通すなど独自で勉強をして、入社6年目の頃には「少年サンデー」のエース編集者と呼ばれるようになり、上層部からは「新人育成のエキスパート」と認めてもらえるようになっていった。しかし、その頃から新人育成を疎かにしているサンデー編集部の姿勢に疑問を感じており、上層部と大喧嘩をすることもあった。とくに、「少年サンデー」は2004年から2009年にかけての5年間で事実上壊滅していたと答えている。
2009年、新人作家育成に力を入れた月刊誌「ゲッサン」を企画し、創刊。創刊時は編集長代理、翌2010年、編集長に就任する。ゲッサン編集長時代、「信長協奏曲」や「からかい上手の高木さん」などをヒットさせた。
2015年7月、サンデーが前代未聞の大赤字になる見通しになり、まわりから「絶対に廃刊になるから帰らないほうがいい」などと言われながらも、「週刊少年サンデー」編集長に就任。同年のサンデー38号には「読者の皆様へ」と題した所信表明を掲載し、「週刊少年サンデーは、今後、生え抜きの新人作家さんの育成を絶対的な使命とします。この方針に反対する行為をとる編集部員は容赦なく少年サンデー編集部から去ってもらいます」「掲載作の決定は編集長である僕がただ一人で行います。僕の独断と偏見と美意識がすべてです」などとした内容が話題を呼んだ。
その後、公約通り、多くの連載作品の打ち切り、新たな作品の連載、新人作家向けの漫画勉強会、編集部の意識改革、サンデーの雑誌作りに協力する中高校生限定のサンデーサポータークラブ（SSC）の設立、「週刊少年サンデーS」のリニューアル、新たなウェブコミック配信サイト「サンデーうぇぶり」の開設など様々な展開をし、「古見さんは、コミュ症です。」「あおざくら 防衛大学校物語」「魔王城でおやすみ」「舞妓さんちのまかないさん」「トニカクカワイイ」「よふかしのうた」「名探偵コナン ゼロの日常」「死神坊ちゃんと黒メイド」などアニメ化・ドラマ化される作品を誕生させたほか、「葬送のフリーレン」はマンガ大賞2021を受賞した。
2021年10月13日付で編集長を退任し、小学館第二コミック局プロデューサーに就任。
2022年4月15日付で小学館を退職。